# Lastenes d'Olint
Lastenes d'Olint (en llatí Lasthenes, en grec antic Λασθένης "Lasthénes") fou un militar grec.
Va ser nomenat comandant de la cavalleria d'Olint l'any 348 aC quan Filip II de Macedònia va atacar la ciutat, i així que va tenir oportunitat, juntament amb Eutícrates, va entregar al rei de Macedònia un cos de 500 cavallers que van ser fets presoners sense resistència, minvant seriosament la capacitat defensiva d'Olint. Quan Filip va conquerir la ciutat va tractar amb menyspreu els traïdors, que ja no necessitava.
Demòstenes el va acusar d'haver entregat el seu país a Filip II de Macedònia per qui hauria estat subornat, i sembla que diu que el rei el va maltractar i fins i tot el va matar. Però Plutarc diu que Lastenes en anys posterior va residir a la cort macedònia.